# Aka infesta
Aka infesta är en svampdjursart som först beskrevs av Johnson 1889.  Aka infesta ingår i släktet Aka och familjen Phloeodictyidae. Inga underarter finns listade i Catalogue of Life.